# CATL
Contemporary Amperex Technology Company Limited (CATL) e китайски производител на горивни клетки, литиевойонни, литиевожелязофосфатни и литиевополимерни акумулатори за електротранспорта и на системи за съхранение на енергия. Компанията влиза в списъка на най-големите публични компании на Китай. Основана е през 2011 г., седалището е разположено в Нинде.
Към края на 2022 г. CATL е най-големият производител на акумулатори за електромобили в света (34% от световния пазар), значително изпреварвайки такива конкуренти като LG Chem (14%), BYD (12%), Panasonic (10%) и SK Innovation (7%).

## История
Contemporary Amperex Technology е основана през 2011 г. в град Нинде (провинция Фудзиен). През 2012 г. компанията сключва стратегическо партньорство с германската група BMW за доставка на акумулатори за електрически автомобили и мотоциклети. CATL отваря завод за батерии в провинция Цинхай през 2013 г., създава дъщерни дружества в Германия и Пекин през 2014 г. и отваря съоръжение за рециклиране на батерии в провинция Гуандун през 2015 г.
През 2016 г. Contemporary Amperex Technology открива производство в провинция Дзянсу, през 2017 г. купува 22% дял във финландската компания Valmet Automotive (производство на автомобили и автомобилни компоненти), през 2018 г. CATL излиза на фондовата борса в Шънджън и отваря завод в Тюрингия. През февруари 2021 г. CATL отпуска 29 милиарда юана (около 4,5 милиарда щатски долара) за разширяване на производствения капацитет, от които 12 милиарда юана CATL инвестира в изграждането на завод за автомобилни батерии в Zhaoqing (Гуандун), 12 милиарда юана в разширяване на завода в град Ибин (Съчуан) и 5 милиарда юана за разширяване на завода в Xiapu (Фуцзян).
През юли 2021 г. CATL за първи път представя натриевойонна батерия за световната автомобилна индустрия. През октомври 2021 г. председателят на Contemporary Amperex Technology Цзен Юйцюн със състоянието си в размер на 320 млрд. юана заема трето място сред милиардерите на Китай. През декември 2022 г. новият завод близо до Ерфурт започва серийно производство на литиевойонни батерии.
През януари 2023 г. китайски консорциум с участието на CATL и China Molybdenum получава правото да разработи две литиеви находища в Боливия, включително на солените блата Салар де Уюни и Койпас. Също през 2023 г. CATL открива завод за акумулатори и устройства за съхранение на енергия в Гуейджоу. В края на 2023 г. нетната печалба на CATL е 44,1 милиарда юана (6,21 милиарда щатски долара), което е увеличение от 44%; оборотът нараства до 400,9 милиарда юана, което е ръст от 22% на годишна база; инвестициите в научноизследователска и развойна дейност възлизат на 18,4 милиарда юана, което е увеличение от 18%. През 2023 г. CATL заема дял от 36,8% от световния пазар на батерии за електрически превозни средства и 40% от световния пазар на батерии за съхранение на енергия.

## Дейност
Заводи на CATL са разположени в Нинде, Фошан, Лиан, Синин (КНР), Арнщат (Германия) и Дебрецен (Унгария), научноизследователски центрове има в Нинде, Шанхай и Мюнхен. Дъщерни компании на CATL има в Хонконг, САЩ, Канада, Япония и Франция.
В началото на 2019 г. CATL има приходи от 4,1 милиарда долара, печалба от 9,3 милиарда долара и пазарна стойност от 27,4 милиарда долара. В края на 2019 г. нетната печалба на CATL нараства с 28,6% на годишна база и достига 4,36 милиарда юана (620 милиона долара), а приходите нарастват с 53,8% и достигат 45,55 милиарда юана.
В края на 2020 г. нетната печалба на CATL възлиза на 5,58 милиарда юана (около 861 милиона щатски долара), което е с 22,4% повече от 2019 г.; годишните приходи на компанията са се увеличили с 9,9% на годишна база до 50,32 милиарда юана; продажбите на литиевойонни батерии са нараснали с 14,4% на годишна база.

## Партньорства
Contemporary Amperex Technology има съвместни предприятия с компаниите SAIC Motor, Dongfeng и GAC Group. Други големи клиенти на CATL са компаниите BMW, Volkswagen, Daimler, Groupe PSA, Ford Motor Company, Tesla Inc., Hyundai Motor Company, Toyota, Honda, Brilliance, BAIC Group, Foton Motor, Geely, NIO, XPeng, Yutong, Higer Bus и Zhongtong Bus.
През август 2022 г. CATL и производителят на камиони FAW Jiefang създават съвместно предприятие за разработване на технология за батерии (градски мрежи от станции за смяна на батерии).